# Bamberger Dichterkreis
Der Bamberger Dichterkreis war ein 1936 bis 1943 jährlich stattfindendes Treffen von Schriftstellern überwiegend nationalsozialistischer Gesinnung. Der Dichterkreis hatte sich einer nationalsozialistischen, volkhaften Literatur verschrieben. Als Ausdruck „wahrhaft deutscher Literatur“ sollten die Arbeiten einzelner landschaftsgebundener Schriftsteller gebündelt werden.
Die Tageszeitung Leipziger Neueste Nachrichten hatte die Idee, acht Schriftsteller im Mai 1936 auf eine Reise nach Bayern zu schicken, die „Dichterkarawane“. Die Reise wurde von bayerischen Verkehrsverbänden organisiert. Am Haltepunkt Bamberg meinten die Autoren, diese Reise als alljährliches Treffen fortzusetzen. So entstand unter der Schirmherrschaft des Bamberger Oberbürgermeisters Lorenz Zahneisen der „Bamberger Dichterkreis“.

## Teilnehmer der „Dichterkarawane“
1. Stefan Andres (1906–1970)
2. Max Barthel (1893–1975)
3. Roland Betsch (1888–1945)
4. Hans Brandenburg (1885–1968)
5. Hans Franck (1879–1964)
6. Hans Christoph Kaergel (1889–1946)
7. Ernst Ludwig Schellenberg (1883–1964)
8. Heinrich Zerkaulen (1892–1954)

## Mitglieder des Dichterkreises
1. Stefan Andres (1906–1970); 1936 aufgenommen.
2. Ludwig Friedrich Barthel (1898–1962); 1939 aufgenommen.
3. Max Barthel (1893–1975); 1936 aufgenommen.
4. Roland Betsch (1888–1945); 1936 aufgenommen.
5. Hans Brandenburg (1885–1968); 1936 aufgenommen.
6. Bruno Brehm (1892–1974); 1938 aufgenommen.
7. Friedrich Deml (1901–1994); 1938 aufgenommen.
8. Hans Franck (1879–1964); 1936 aufgenommen.
9. Otto Gmelin (1886–1940); 1936 aufgenommen.
10. Heinz Grothe (1912–1990); 1938 aufgenommen.
11. Curt Hotzel (1894–1967); 1939 aufgenommen.
12. Hans Christoph Kaergel (1889–1946); 1936 aufgenommen.
13. Felix Lützkendorf (1906–1990)
14. Herybert Menzel (1906–1945); 1939 aufgenommen.
15. Josef Friedrich Perkonig (1890–1959); 1938 aufgenommen.
16. Ernst Ludwig Schellenberg (1883–1964); 1936 aufgenommen.
17. Gerhard Schumann (1911–1995); 1939 aufgenommen.
18. Heinz Steguweit (1897–1964); 1940 aufgenommen.
19. Anton Wurzer (1893–1955); 1939 aufgenommen.
20. Heinrich Zerkaulen (1892–1954); 1936 aufgenommen.

## Veröffentlichungen
- Bamberger Dichterkreis. Stadt Bamberg
  - Lob Bambergs. Eine Gabe der Bamberger Dichtertage. 1937.
- Bamberger Dichterkreis. Verlag Otto Janke, Leipzig
  - Folge 1: Zehn Dichter, zehn Landschaften. Hrsg. Heinrich Zerkaulen. 1937.
  - Folge 2: Tafelrunde bei E. Th. A. Hoffmann. Hrsg. Heinrich Zerkaulen. Reihe: Bamberger Dichterkreis, Folge 2. 1939.
- Bamberger Dichterkreis (Hrsg.): E. T. A. Hoffmann. Mitteilungen der E.T.A. Hoffmann-Gesellschaft. 1. Jg. 1938/40.  C. C. Buchners, Bamberg. 2./3. Heft März 1940.
- Dichter grüßen die Front. Hrsg. von Heinrich Zerkaulen. Deutscher Volksverlag, München 1940.
- Deutschland und sein Reiter. Der Bamberger Dichterkreis grüßt Front und Heimat. Hrsg. Heinrich Zerkaulen. Deutscher Volksverlag, München 1943.